# 30 Beats
Pour plus de détails, voir Fiche technique et Distribution.
30 Beats est un film franco-américain réalisé par Alexis Lloyd, sorti en 2012.

## Synopsis
Un été caniculaire, à New York, dix personnages sont entraînés dans la ronde de la séduction et de la passion.

## Fiche technique
- Titre : 30 Beats
- Réalisation : Alexis Lloyd
- Scénario : Alexis Lloyd
- Production : Molly Conners, Carl Kwaku Ford et Alexis Lloyd
- Production exécutive : Susan Batson, Ronald Guttman et Pierre Lagrange
- Société de production : Latitude 49 Production, Black Nexus, Worldview Entertainment, Highbrow Entertainment
- Société de production : Latitude 49 Production, Roadside Attractions, Studio 37, Lionsgate
- Musique : C.C. Adcock
- Photographie : Lisa Rinzler
- Montage : Xavier Loutreuil
- Décors : Brian Rzepka
- Costumes : Linda Belkebir, Katie Calcaterra
- Pays d'origine :  France,  États-Unis
- Langue originale : anglais
- Lieux de tournage : New York
- Genre : comédie dramatique
- Durée : 88 minutes (1h28)

## Distribution
- Ingeborga Dapkunaite : la Call-Girl - Alice
- Jason Day : le coursier - Diego
- Vahina Giocante : la standardiste - Kim
- Paz de la Huerta : la fille à la cicatrice - Laura
- Justin Kirk : l'anthropologue - Adam
- Ben Levin : le jeune homme - Sean
- Lee Pace : le chiropracteur - Matt
- Condola Rashad : la vierge - Julie
- Thomas Sadoski : le speechwriter - Julian
- Jennifer Tilly : la médium - Erika
- David Forman : Radio DJ (voix)
- Antone Pagan : Le concierge
- Aliyaah Hashi : l'autre fille
- Ronald Guttman : le père de Sean